# Lúcio Emílio Mamerco
Lúcio Emílio Mamerco (em latim: Lucius Aemilius Mamercus), chamado também de Lúcio Emílio Mamercino, foi um político da gente Emília nos primeiros anos da República Romana eleito cônsul por três vezes, em 484, 478 e em 473 a.C., com Cesão Fábio Vibulano, Caio Servílio Estruto Aala e Vopisco Júlio Julo respectivamente. 

## Biografia
Pai de Tibério Emílio Mamerco, cônsul em 470 e 467 a.C., Lúcio Emílio pertencia à nobre família dos Emílios, uma das mais antigas e conhecidas gentes patrícias da Antiga Roma. É o mais antigo representante conhecido da gente e o primeiro a ser eleito cônsul.

### Primeiro consulado (484 a.C.)
Em 484 a.C., Lúcio Emílio foi eleito cônsul juntamente com Cesão Fábio Vibulano, cuja eleição enfureceu a plebe, dando início a um período de distúrbios. Contudo, no decorrer de seu mandato, a revolta foi arrefecendo por causa da retomada da guerra contra os volscos, que, acreditando que a dissidência interna entre os romanos os enfraqueceria, tentou vingar a derrota do ano anterior. Eles dividiram suas forças em duas, enviando um exército para atacar os latinos e os hérnicos e deixando outro para defender suas terras.
A Cesão Fábio coube a campanha em defesa dos aliados de Roma enquanto Lúcio Emílio atacava o território volsco. O encontro das duas forças ocorreu perto da cidade de Âncio, capital dos volscos, e os romanos sofreram uma pesada derrota. Em desordem, os sobreviventes recuaram para as proximidades de Longula. Ali, o exército de Lúcio conseguiu resistir a um primeiro ataque volsco e, alguns dias depois, depois de receber reforços do exército de Cesão Fábio, derrotou os volscos na Batalha de Longula. Apesar da vitória, Lúcio Emílio, por conta da derrota em Antium, decidiu não retornar para Roma para a realização da "comitia".
Lívio, por outro lado, reporta que Lúcio Emílio foi encarregado do comando da campanha contra os volscos e équos e obteve uma brilhante vitória, infligindo ao inimigo mais perdas durante a retirada do que na própria batalha. Cesão Fábio, segundo ele, não teve papel nenhum nas ações militares.
No mesmo ano foi consagrado o Templo dos Dióscuros prometido pelo ditador Aulo Postúmio durante a Batalha do Lago Régilo.

### Segundo consulado
Em 478 a.C., Lúcio Emílio foi eleito novamente, desta vez com Caio Servílio Estruto Aala.
Naquele ano os volscos e équos estavam planejando uma nova invasão ao território romano para aproveitar do foco romano na luta contra Veios. Para conter a ameaça, o senado romano enviou Caio Servílio contra os volscos, Lúcio Emílio contra os veios e encarregou ao procônsul Sérvio Fúrio a missão de contar os équos, permitindo em seguida que Cesão Fábio Vibulano levasse reforços, em nome do procônsul, ao seu irmão, Marco Fábio Vibulano, que estava envolvido numa luta particular entre os Fábios e Veios.
Enquanto o cônsul Caio Servílio desenvolvia uma guerra posicional contra os volscos e o procônsul Sérvio Fúrio se viu embrenhado na luta contra os équos, Lúcio Emílio avançou rapidamente contra os veios, que, pegos de surpresa pela cavalaria romana, não foram páreo para ele em uma batalha campal. Lívio localiza este encontro num campo perto da fortaleza construída no rio Cremara por Marco Fábio no ano anterior e o campo etrusco em Saxa Rubra.
Os veios imploraram por paz ao senado romano, que pediu a Lúcio Emílio que definisse as condições de paz, bastante aceitáveis para os veios. A decisão do cônsul irritou os senadores, que queriam vantagens territoriais, e Lúcio acabou não recebendo o tradicional triunfo, mesmo depois de pedirem que ele fosse ajudar o outro cônsul, Caio Servílio. Lúcio Emílio, para desafiar o senado, se negou a fazê-lo e debandou seu exército.

### Terceiro consulado (473 a.C.)
Lúcio Emílio foi cônsul pela terceira vez em 473 a.C. juntamente com Vopisco Júlio Julo. Lívio, por outro lado, indica que seu par teria sido Opitero Vergínio Tricosto Esquilino.
Na falta de ações militares durante o mandato, os cônsules foram obrigados a enfrentar as questões sociais que afligiam Roma, especialmente um pedido para alocação de terras públicas para os cidadãos mais pobres. Por não fazê-lo, o tribuno da plebe Cneu Genúcio processou os dois cônsules do ano anterior, Aulo Mânlio Vulsão e Lúcio Fúrio Medulino. Porém, no dia combinado para o processo, o tribuno foi encontrado morto em sua casa, mas sem sinais de violência no cadáver. A sua ausência impediu o avanço do processo, que acabou anulado.
Logo depois, os dois cônsules realizaram um alistamento, mas, quando Volerão Publílio se recusou a ser arrolado como um simples legionário alegando já ter sido um centurião, uma revolta se iniciou. Os lictores foram surrados e os cônsules tiveram que se refugiar na Cúria. Eles abriram mão do alistamento e também de qualquer tipo de retaliação. As reclamações apresentadas depois ao senado foram ignoradas, pois os senadores queriam evitar mais conflitos com a plebe.

### Informações adicionais
Em 470 a.C., durante o consulado de seu filho, Tibério Emílio Mamerco, Lúcio defendeu a reforma agrária, revelando sua mágoa contra o senado que, anos antes, lhe recusara um triunfo.